# ویلی اشمیت-گنتر
ویلی اشمیت-گنتر (به آلمانی: Willy Schmidt-Gentner) آهنگساز فیلم اهل آلمان بود.

## فیلم‌شناسی
- بوداهای زنده (۱۹۲۵)
- دانوب آبی (۱۹۲۶)
- اورینت اکسپرس (۱۹۲۷)
- زن در ماه (۱۹۲۹)
- اپیزود (۱۹۳۵)
- شراره آسمانی (۱۹۳۵)
- کاستا دیوا (۱۹۳۵)
- سپاسگزار، بانو (۱۹۳۶)
- پریمیر (۱۹۳۷)
- اپرت (۱۹۴۰)